# Claudia Ruiz Massieu

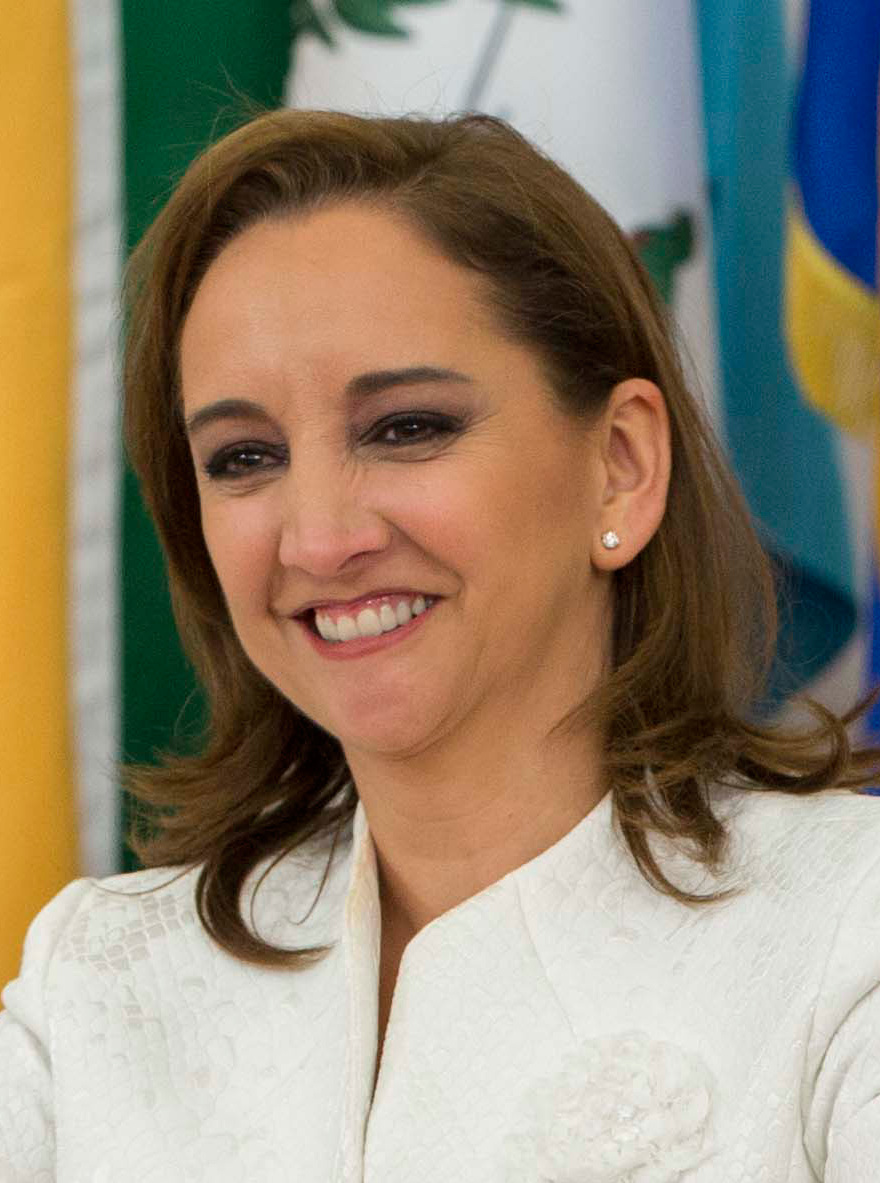
Claudia Ruiz Massieu (2015)

Claudia Ruiz Massieu Salinas (* 10. Juli 1972 in Mexiko-Stadt) ist eine mexikanische Politikerin (PRI, später MC). Im Kabinett Peña Nieto war sie von 2012 bis 2015 mexikanische Tourismus- und von 2015 bis 2017 Außenministerin.

## Leben und Wirken
Ruiz Massieu ist die Tochter des ehemaligen und 1994 ermordeten PRI-Vorsitzenden José Francisco Ruiz Massieu und die Nichte des ehemaligen Staatspräsidenten Carlos Salinas de Gortari. 1992 trat sie selbst in die PRI ein. An der Universidad Iberoamericana Ciudad de México erwarb sie nach dem Studium der Rechtswissenschaften einen Mastergrad mit einer Masterarbeit über die Politik ihres Vaters. Darüber hinaus hatte sie Politikwissenschaften an der Autonomen Universität Madrid studiert. 2003 wurde Ruiz Massieu in das mexikanische Abgeordnetenhaus gewählt. Nach einer Wahlperiode ohne Mandat, in der sie von 2006 bis 2008 Koordinatorin für Planung, Entwicklung und institutionelle Innovation beim mexikanischen Generalstaatsanwalt war, wurde sie 2009 wiedergewählt. Sie war unter anderem Vorsitzende des Ausschusses für Justiz und Menschenrechte.
Am 1. Dezember 2012 wurde sie von Enrique Peña Nieto als Tourismusministerin dessen Kabinett berufen. In ihrer Amtszeit gelang es ihr, den Tourismus in Mexiko massiv zu stärken. Am 27. August 2015 wurde sie im Rahmen einer Kabinettsumbildung als Nachfolgerin von José Antonio Meade Kuribreña mexikanische Außenministerin. Hier hatte sie unter anderem den Forderungen des damaligen US-Präsidentschaftskandidaten Donald Trump nach einer von Mexiko zu bezahlenden Grenzmauer zwischen beiden Staaten zu begegnen, die sie als „absurd“ bezeichnete. Im Januar 2017 trat sie als Außenministerin zurück. Nach dem Ende ihrer Amtszeit lehrte sie als reguläre Abgeordnete in das mexikanische Abgeordnetenhaus zurück. 2024 wechselte sie von der PRI in die Movimiento Ciudadano.
Ruiz Massieu ist verheiratet und Mutter von zwei Kindern.